# Нефрит (заболевание)
Нефри́т (от др.-греч. νεφρός — почка) — группа воспалительных заболеваний почек с различным этиопатогенезом, каждое из которых имеет свою патоморфологическую и клиническую специфику. К нефритам относятся местные или диффузные пролиферативные или деструктивные процессы, вовлекающие почечные клубочки, канальцы или интерстициальную почечную ткань. По происхождению различают первичные нефриты (первичная патология почек) и вторичные нефриты (возникающие в связи с другим патологическим процессом — сахарным диабетом, амилоидозом, системными заболеваниями соединительной ткани, миеломной болезнью и др.).

## Группы
Нефрит разделяется на группы:
- Пиелонефрит (по МКБ-10 входит в группу тубулоинтерстициальных болезней почек)
- Гломерулонефрит
- Интерстициальный нефрит
- Шунтовый нефрит

## Симптомы
Симптомы разных вариантов нефрита различаются в зависимости от характера патоморфологических изменений. Преимущественное поражение почечного клубочка (гломерулонефрит) является аутоиммунным процессом, проявляется массивной протеинурией, гипопротеинемией, гиперлипидемией, артериальной гипертензией, отёками, бледностью кожных покровов и др. Пиелонефрит проявляется симптомами инфекционного поражения — выраженной интоксикацией, лихорадкой, дизурией, болями в поясничной области. При хроническом течении пиелонефрита симптомы инфекционного процесса сглажены, наблюдается присоединение симптомов хронической почечной недостаточности.

## Нефрит у животных
Нефриты встречаются у всех млекопитающих, но наиболее часто у плотоядных, затем всеядных и реже — у однокопытных.
Макроскопические изменения в почках при различных видах патологии могут существенно не отличаться друг от друга. При этом в органе при каждом из поражений происходят принципиально различные процессы, приводящие к почечной недостаточности, а иногда и летальному исходу. Следовательно, гистологическое исследование играет важнейшую роль в проведении дифференциальной диагностики данных процессов и установлении окончательного диагноза. Это вызывает немало трудностей в постановке окончательного диагноза. Поэтому проведение гистологического исследования пораженных тканей является неотъемлемой частью дифференциальной диагностики болезней животных и постановки точного окончательного диагноза.
У животных часто выявляют диффузный (разлитой) нефрит, который может быть острым или хроническим с преобладающим сосудистым поражением клубочков. Болеют преимущественно взрослые животные.
У заболевшего животного отмечаются быстрая и как бы беспричинная утомляемость, вялая и замедленная реакция на внешние раздражения. В некоторых случаях возможно отечное опухание век, нижней стенки живота, груди, подгрудка, а также нижних частей конечностей, принимающее относительно стойкий характер. Артериальное давление часто повышено и сопровождается напряжением пульса, с акцентом второго тона на аорте и гипертрофией левого желудочка.